# Drongo bronzé
Dicrurus aeneus
Espèce
Statut de conservation UICN

 LC  : Préoccupation mineure
Le Drongo bronzé (Dicrurus aeneus) est une espèce de passereaux de la famille des Dicruridae.

## Description
Cet oiseau mesure environ 24 cm de longueur. Il a un plumage d'un vert-bleu métallique pailleté. Il a une grosse tête et une queue fourchue, un bec et des pattes noirs. Il a les pattes courtes et se tient très droit tandis qu'il est perché bien en vue, comme une pie-grièche. Le jeune a un plumage plus terne et plus brun avec moins de pailletis.

## Alimentation
Cet oiseau est insectivore.

## Reproduction
La femelle pond trois à quatre œufs dans un nid en coupe dans une fourchette haute d'un arbre.

## Comportement
Cet oiseau est agressif et n'a pas peur des autres espèces et attaque, malgré sa petite taille, des beaucoup plus grandes comme les oiseaux de proie si son nid ou ses jeunes sont menacés.

## Répartition
Cette espèce réside dans les régions tropicales du sud de l'Asie, de l'est de l'Inde au sud de la Chine et en Indonésie.

## Habitat
Cet oiseau fréquente généralement les forêts feuillues humides.

## Sous-espèces
Selon Peterson, cet oiseau est représenté par 3 sous-espèces :
- Dicrurus aeneus aeneus Vieillot 1817 ;
- Dicrurus aeneus braunianus (Swinhoe) 1863 ;
- Dicrurus aeneus malayensis (Blyth) 1846.

## Galerie et chant

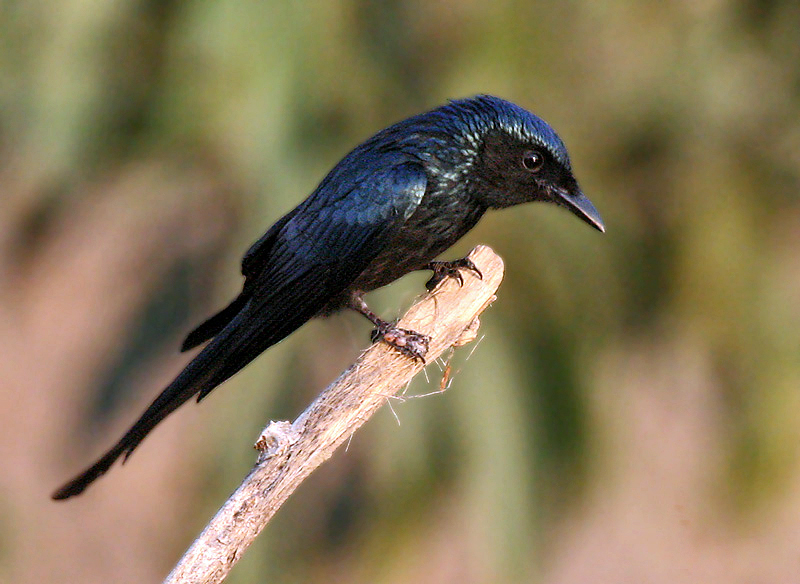

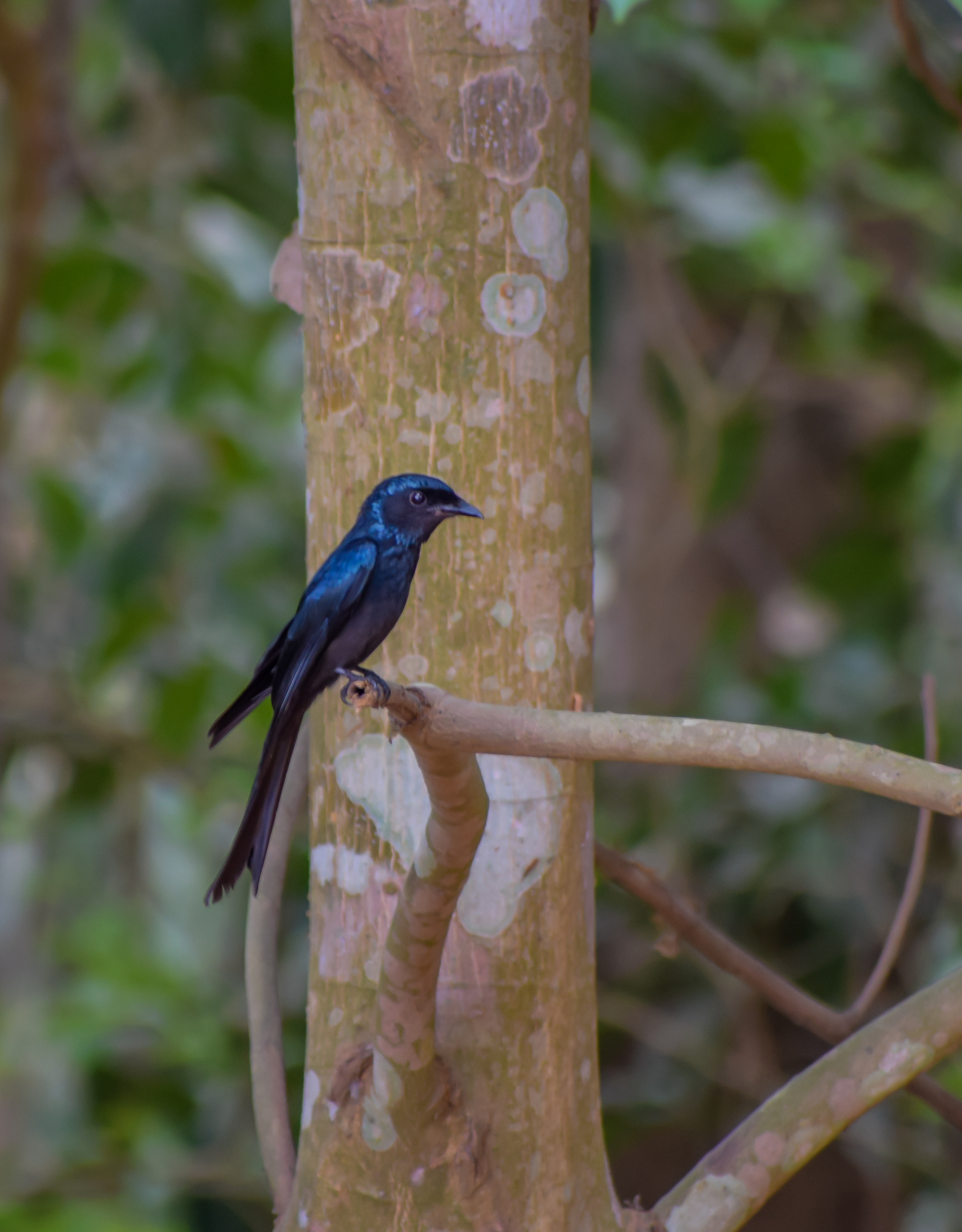

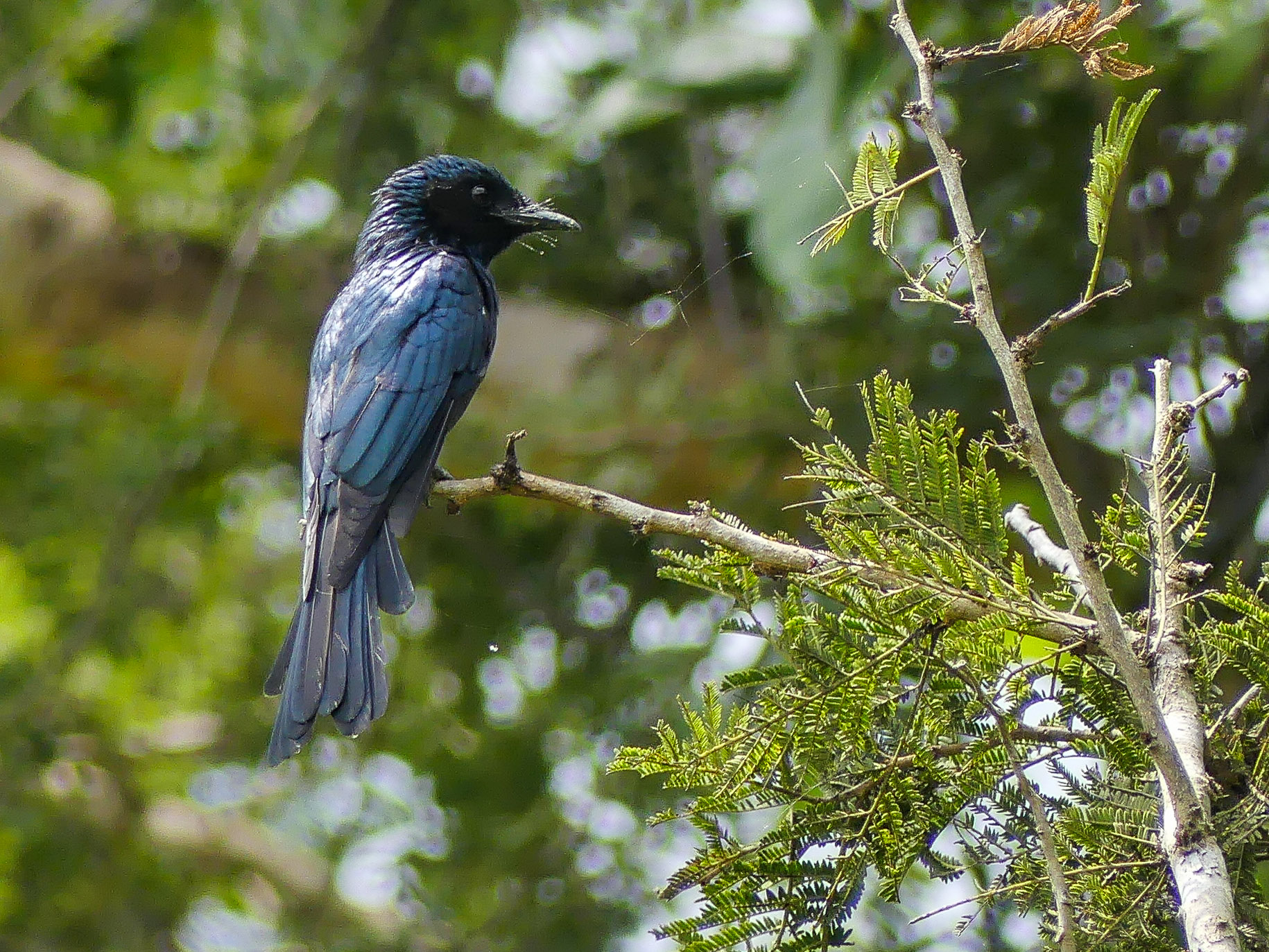